# Выправочно-подбивочно-отделочная машина

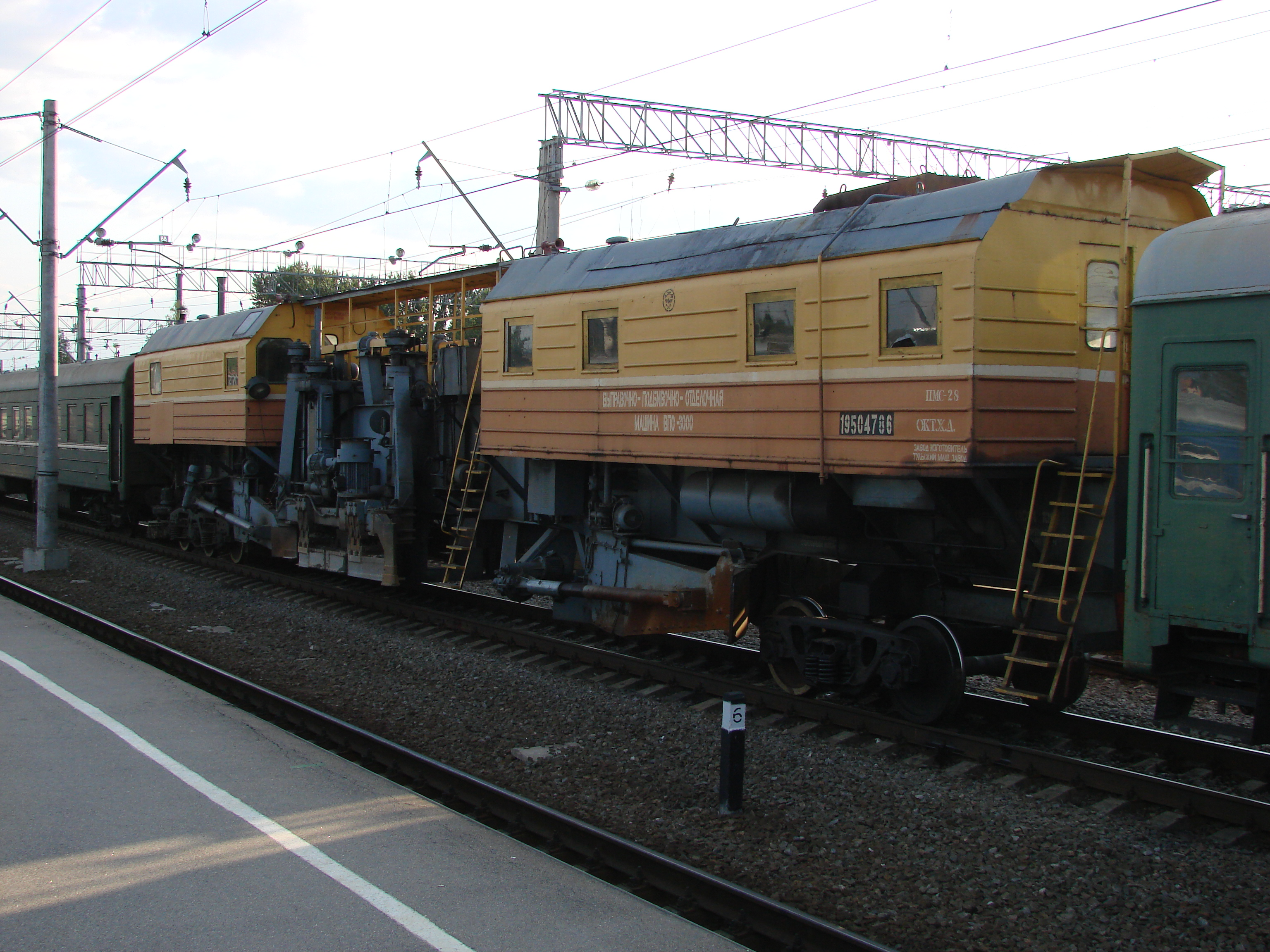
Выправочно-подбивочно-отделочная машина ВПО-3000

Выправочно-подбивочно-отделочная машина — путевая машина непрерывного действия, выполняющая за один проход комплекс работ: дозировку и уплотнение балласта, подбивку, выправку и отделку железнодорожного пути. Применяется на железнодорожном транспорте при строительстве, ремонте и текущем содержании пути.

## История развития
Метод непрерывного уплотнения балласта предложен в 1941 году инженером П. Л. Клаузом. Выправочно-подбивочно-отделочная машина создана в СССР в конце 1950-х годов.

## Конструкция и принцип работы
Рабочие органы машины обеспечивают непрерывное выполнение всего комплекса работ. Привод рабочих органов осуществляется от расположенной на машине электростанции переменного тока мощностью 200 кВт. Уплотнение балласта производят виброуплотнители — клиновидные плиты. В корпусе каждой плиты расположен вибратор направленного действия, который создаёт возмущающую силу 240 кН, в результате чего виброуплотнитель колеблется в горизонтальной плоскости. При поднятой рельсо-шпальной решётке плиты заводятся с торцов под подошву шпалы на глубину 60—100 миллиметров ниже её постели. Во время движения машины происходят динамическое уплотнение балласта в результате колебательного движения плит и его статическое уплотнение под действием вдавливания клиновидной плиты. Балласт, высыпанный к торцам шпал хоппер-дозатором, подаётся под шпалы дозатором. Для перемещения оставшегося на обочине балласта, заполнения пустот (после прохода плит) и для профилирования балластной призмы служит планировщик откосов, для уплотнения — накладные плиты (виброуплотнители). Лишний балласт с поверхности рельсо-шпальной решётки удаляется щётками в виде цилиндрических барабанов с электроприводом. Выправка пути выполняется двумя электромагнитными механизмами, которые, притягивая рельсы, осуществляют подъёмку пути на высоту, фиксируемую подбивочными плитами и откосниками.
С 1977 года выпускаются машины, оборудованные также рихтовочными устройствами тросо-сельсинового типа с рабочим и контрольным стрелографами. Рабочий стрелограф имеет две концевые тележки, между которыми натянута трос-хорда, и две средние измерительные тележки с сельсинами-датчиками. Пульт управления расположен в прицепленном к машине вагоне, где находятся сельсины-приёмники. По сигналу от датчиков приёмники включают или выключают электроконтакты управления механизмом сдвижки пути. При правильном положении пути оба сельсина-датчика регистрируют одинаковые стрелы прогибов и механизм сдвижки пути не включается. При неправильном положении пути регистрируются разные стрелы прогибов, по сигналу поступающему на сельсино-приёмники, в результате чего замыкаются электроконтакты и включается механизм сдвижки пути, который будет работать до тех пор, пока путь не встанет в проектное положение (рихтовка по методу сглаживания). Некоторые машины оборудуются двухкоординатной системой выправки пути (в плане и по продольному профилю), а также тросо-сельсиновой системой с физическим маятником для выправки пути по уровню.

## ВПО-3-3000
Машина предназначена для выполнения за один проход комплекса работ по чистовой дозировке балласта, подъемке пути, уплотнению балластной призмы, уплотнению её откосов и выправке пути по уровню, профилю и в плане при всех видах ремонта и строительства железнодорожного пути.
От имеющихся аналогов машин этого класса машину ВПО-3-3000 выгодно отличают повышенная производительность и оригинальные технические решения механизмов непрерывного (в движении) уплотнения балласта, выправки и отделки пути.
Высокая степень гидрофикации узлов и автоматизации производственных процессов позволила снизить количество обслуживающего персонала, повысить качество выполняемых работ при восстановлении несущей способности и геометрии железнодорожного пути.
Основные технические параметры:
- Производительность шпал/час:

| подбивки балласта | выправки в плане | записи положения пути |
| ----------------- | ---------------- | --------------------- |
| 2000              | 5000             | 5000                  |

- Транспортная скорость — 100 км/ч
- Усилие:
  - подъемки пути — 235 кН
  - сдвижки пути — 156 кН
- Высота подъемки пути — 100 мм
- Величина сдвижки (от оси) — ±210 мм
- Точность выправки пути по уровню — ±2 мм
- База машины — 20350 мм
- База тележки — 1850 мм
- Габаритные размеры:
  - длина — 27870 мм
  - ширина — 3240 мм
  - высота — 5220 мм
- Масса — 93,0 т
- Численность экипажа — 6 чел

## ВПО-3000М
«Модернизированная». Обеспечивает производительность до 3000 шпал/ч, поэтому для соблюдения установленных допусков при выправке положения рельсового пути помимо ручного управления предусмотрено автоматическое управление рабочими органами.
Состоит из однопролётной фермы, на которой в последовательности обеспечивающей выполнение всего комплекса работ по выправке, подбивке, отделке пути за один проход, размещены основные рабочие органы: плужки, подъемное устройство (ПУ), дополнительное подъемное устройство (ДПУ), основные вибрационно-уплотнительные плиты, механизм подъёма, сдвига и перекоса пути ПРУ (электромагниты), планировщик откосов балластной призмы, механизм обметания лишнего балласта с поверхности пути.
Дизель электростанция АД-200С-Т400, состоит из дизеля ЯМЗ-240 и синхронного генератора ГСФ-200
Контрольно измерительная система «ЭСКОРТ», 3 измерительные тележки, рихтовка от троса и от рамы, 2 гидростанции
Основные технические параметры:
- Производительность — 3000ш/ч
- Транспортная скорость — 50 км/ч по главному, 25 км/ч на боковом пути
- Усилие:
  - подъемки пути — 550 кН
  - сдвижки пути — 320 кН
- Высота подъемки пути — 150 мм
- Величина сдвижки (от оси) — ±210 мм
- Точность выправки пути по уровню — ±0,5 мм
- База машины — 20350 мм
- База тележки — 1850 мм
- Габаритные размеры:
  - длина — 27870 мм
  - ширина — 3240 мм
  - высота — 5220 мм
- Масса — 130,0 т
- Численность экипажа — 6 чел